# Never Forget
Never Forget (Auch bekannt als Never Forget You) ist ein Pop-Rock-Lied der russischen Singer-Songwriterin Jelena Katina. Der am 4. August 2011 veröffentlichte Titel stellt die erste Solo-Single Katinas dar, die zuvor gemeinsam mit Julija Wolkowa das Pop-Duo t.A.T.u. gebildet hatte. Als B-Seite ist das Lied Stay ebenfalls enthalten.

## Musikvideo
Das Musikvideo zu Never Forget wurde am 3. August über das Blog von Perez Hilton vorgestellt. Es zeigt Katina, mit einem weiten Kleid bekleidet, in einem Leichenhaus. Während das Lied einsetzt, erhebt sich Katina und begibt sich in eine Halle, in der zwei Särge aufgebahrt sind. Auf einem der Särge steht ein Bild ihrer ehemaligen Gesangspartnerin Julija Wolkowa. In Anspielung auf den größten Erfolg des Duos, All the Things She Said, küsst Katina das Bild. Das Video endet auf dem Friedhofsgelände; nachdem Katina ihr eigenes sowie das Grab Wolkowas besucht hat, geht sie zu einem Auto und wird mit diesem fortgefahren. Das Musikvideo kann als Loslösung von Katinas Vergangenheit als t.A.T.u.-Sängerin interpretiert werden.

## Erfolg
Während das Lied im russischen Radio nur sehr selten gespielt wurde, erreichte es gute Sendewerte im russischen Musikfernsehen. Am 27. Dezember stand das Lied auf Platz eins der MTV Russland Videocharts, und wurde am 31. Dezember, ebenfalls von MTV Russland, zum Musikvideo des Jahres 2011 gekürt.

## Remixversionen
Am 12. März 2012 erschien eine von Dave Audé produzierte Remixversion des Titels als Musikdownload; am 21. Mai folgte eine physische CD-Single. Audé hatte in den Jahren zuvor bereits mehrere Remixe für t.A.T.u. produziert. Katina sang das Lied für die Erstellung des Remixes neu ein. Dieser Remix erreichte Platz eins der US-amerikanischen Billboard Dance/Club Charts und hielt sich in diesen insgesamt zehn Wochen. Das Erreichen der Spitzenposition der Dance/Club Charts war zuvor noch keinem anderen russischen Solokünstler gelungen.
Ferner erschien am 31. August 2012 über das Label Redlight Media eine EP mit dem Titel Never Forget - The Remixes.